# Miño de Medinaceli
Miño de Medinaceli är en kommun i Spanien.   Den ligger i provinsen Provincia de Soria och regionen Kastilien och Leon, i den centrala delen av landet, 130 km nordost om huvudstaden Madrid. Arean är 56 kvadratkilometer.
Terrängen i Miño de Medinaceli är platt åt nordost, men åt sydväst är den kuperad.